# Кузнецов, Сергей Иванович (футболист, 1960)
Сергей Иванович Кузнецов (1 июня 1960, Ленинград, СССР) — советский и российский футболист, защитник. Мастер спорта СССР (1980).

## Карьера
В детстве футболистом стать не планировал. Вместе с братом Олегом занимался в Хоровом училище имени Глинки на улице Желябова в Ленинграде хоровым пением. Учился 4 года, после чего был отчислен за недисциплинированное поведение. Случайно оказавшись на стадионе «Турбостроитель», привлек внимание детского тренера Геннадия Ермакова, предложившего ему и брату заняться футболом. Сергей не отказался и в итоге начал заниматься футболом в команде Красногвардейского района. Чуть позже, в составе детской команды «Арсенал» выехал в летний лагерь в Павловск. Там «Арсенал» сыграл товарищеский матч со «Сменой», после чего Сергей и Олег получили приглашения в школу.
Воспитанник СДЮШОР «Смена». Первые тренеры — Геннадий Ермаков и Борис Никифоров. Победитель всесоюзного турнира «Переправа» 1979 года.
Начинал играть в «Динамо» (Ленинград), где одновременно числился как солдат-срочник.
В 1981 приглашен в «Динамо» (Москва). Первый официальный матч за «Динамо» провел 2 мая 1981 года в гостевом поединке против московского «Спартака», который динамовцы выиграли 2:1. Будучи игроком «Динамо», попал в молодежную сборную, сыграл три отборочных матча европейского первенства. По окончании сезона подошёл к завершению и срок воинской службы, после чего Кузнецов вернулся в Ленинград.
В 1982 был заявлен за ленинградский «Зенит», в составе которого стал чемпионом СССР в 1984 году. Также в составе «Зенита» стал обладателем Кубка сезона (1985), финалистом Кубка СССР (1984) и Кубка Федерации (1986). Провел 4 игры в еврокубках.
В «Зените» играл на позициях центрального защитника, а с 1986 — и на позиции опорного полузащитника. Вплоть до снятия с должности главного тренера Павла Садырина был незаменимым игроком клуба. В 1988 году, после того как команду принял Станислав Завидонов, перестал попадать в основу «Зенита». Вскоре на Кузнецова вышел его знакомый Виктор Хлус, который пригласил играть за клуб «Гурия» в 1-й лиге. Сезон, проведенный в Ланчхути, Кузнецов считает одним из лучших в карьере. По итогам сезона клуб вышел в высшую лигу, но уже в 1990 году Федерация футбола Грузии приняла решение проводить независимый чемпионат. После этого Кузнецов уехал из Грузии.
В 1990 году сначала играл за нижегородский «Локомотив», откуда в середине года перешёл в Зенит. Транзитом через клуб 2-й лиги «Кировец» оказался в финском клубе «Турун Товерит». В Финляндии пробыл недолго, снова вернулся в «Зенит».
В 1993 выступал за «Асмарал». В 1994, вместе с Владимиром Долгополовым и Михаилом Бирюковым, играл за эстонский «Тэвалте». Команда шла на первом месте, но за тур до конца решением Федерации футбола Эстонии был дисквалифицирована.
Затем играл в Китае за клуб «Тяньцзинь» и в чемпионате Казахстана за клуб «Елимай». По итогам сезона 1996 года стал бронзовым призёром чемпионата.
В 1996—1999 судил матчи чемпионатов России во втором и первом дивизионах. После судейства игры 1-го дивизиона «Факел» — «Сокол» был отстранен от судейства.
С 2000 года на тренерской работе — главный тренер ФК «Саров» (Арзамас-16) (2000), «Энергия» (Великие Луки) (2001—2002). В 2004 году работал тренером ФК «Петротрест» (Санкт-Петербург).
Работал тренером молодежной команды «Коломяги». После того как команду распустили в марте 2012 года, перешёл на работу главным тренером в клуб «Невский фронт».
Продолжает выступать в ветеранских турнирах.

## Личная жизнь
Брат-близнец Олег также был футболистом, играл на вратарской позиции. Жена Елена, сын Руслан (род. 1983).